# 테크노스트레스
테크노스트레스(technostress)는 산업사회에서 새로운 기술이 발전함에 따라 사람들에게 가해지는 사회적 스트레스를 의미한다. 컴퓨터가 발달하고 산업이 그에 맞춰감에 따라 컴퓨터와 관련된 산업에 종사하는 사람들이 받는 스트레스를 뜻하며, 컴퓨터와 관련된 질환 중 최근에 가장 주목받는 질환이다. 컴퓨터 관련 산업의 높은 이직률, 컴퓨터 도입으로 일어난 조기퇴출, 술과 약의 남용 등이 테크노스트레스를 유발한다. 컴퓨터에 관련된 직업에 종사하는 직원이 다른 업종의 직원에 비해 많은 스트레스를 받는 것으로 나타났다.

## 증상
- 신경질적 반응
- 인간에게 보이는 적대심
- 조급함
- 피로누적
- 컴퓨터 작업을 오래한 사람들은 자신이 대면한 사람들이 컴퓨터처럼 즉각적인 반응을 보이고 감정이 없으며 실수하지 않을 것이라는 기대를 하게 된다.

## 같이 보기
- 정보 과다
- 컴퓨터 분노
- 테크노포비아
- 문화 충격

## 참고 문헌
- Laudon, Kenneth C, Jane P. 《Management Information Systems 12/E: Managing the Digital Firm》. Pearson Education Asia. ISBN-10: 027375453X / ISBN-13: 9780273754534.